# Rodriguinho (cantor)
Rodrigo Fernando Amaral Silva (Bauru, 27 de fevereiro de 1978), mais conhecido pelo nome artístico Rodriguinho, é um cantor, compositor e produtor musical brasileiro. Ex-integrante do grupo Os Travessos, onde atuou como vocalista.

## Biografia

### Carreira no Muleke Travesso e no Os Travessos
Em 1992, surgiu o grupo Muleke Travesso e Rodriguinho era um dos integrantes. No ano de 1996, cinco dos integrantes do grupo, incluindo Rodriguinho, saíram da banda para formar o grupo Os Travessos; o único que ficou no Muleke Travesso foi Eric, que chamou outras pessoas para integrar a banda e continuá-la.

### Carreira solo
Em 2004, Rodriguinho saiu do grupo Os Travessos devido a um desentendimento com o empresário e decidiu seguir carreira solo. Em 2005, lançou seu primeiro álbum solo, autointitulado Rodriguinho. Em 2008, foi lançado o DVD Uma História Assim. Em 2009, lançou seu primeiro DVD ao vivo, intitulado Uma História Assim 2. Em 2010, lançou o álbum É Assim que Funciona. Em 2011, lançou seu segundo DVD ao vivo, intitulado Uma História Assim 3.

### Retorno
Em 2014, após dez anos, Rodriguinho integrou o grupo Os Travessos novamente, e em 2015 lançaram o álbum #OTVS 20 Anos para comemorar os vinte anos de carreira do grupo. Em 2016, decidiu sair do grupo novamente após dois anos.

### Novamente em carreira solo
Ainda em 2016, foram lançados os álbuns de estúdio Xinga Aí, Meu Deus Não Falha e Uma História Assim. Em 2017, lançou seu quinto álbum, intitulado O Mundo Dá Voltas. No mesmo ano, foi lançado o álbum Pagode Flashback Ao Vivo e o EP Samba. Em 2018, lançou o EP Legado: Música Pra Brisar, em parceria com seu filho e também cantor Gaab.
Em janeiro de 2019, lançou em parceria com Gaab seu filho e Mr. Dan seu irmão o álbum Legado: O Show, cantando os maiores sucessos dos três. Em abril e maio, foram lançados os EPs 30 Anos, 30 Sucessos: Começo, 30 Anos, 30 Sucessos: Meio e 30 Anos, 30 Sucessos: Não Tem Fim.

### Big Brother Brasil 24
Em 5 de janeiro de 2024, Rodriguinho foi confirmado como um dos participantes da vigésima quarta temporada do reality show Big Brother Brasil, como membro do grupo "Camarote".
Após 50 dias participando do reality, Rodriguinho foi eliminado no Paredão no dia de seu aniversário, em 27 de fevereiro de 2024.

## Vida pessoal
Namorou Sabryna Brisola, com quem teve um filho chamado Gabriel, que também é cantor, conhecido pelo nome artístico Gaab. Entre 2003 e 2009, foi casado com Thaís Gattolin, com quem tem dois filhos: Rodrigo Júnior e Vitória. Foi casado com Natália Damasceno, de 2010 a 2019, com quem tem dois filhos: Aretha (filha de criação) e Jaden Fernando. É amigo pessoal do cantor Thiaguinho, com quem já compôs várias músicas.

## Discografia

### Álbuns de estúdio
- Rodriguinho (2005)
- Uma História Assim (2008)
- Meu Deus Não Falha (2008)
- É Assim Que Funciona (2010)
- O Mundo Dá Voltas (2013)
- Xinga Aí (2016)
- Cheio de Maldade (2019)

### Álbuns ao vivo
- Uma História Assim - Ao Vivo (2009)
- Uma História Assim, Vol. 3 - Ao Vivo em Porto Alegre (2011)
- Pagode Flashback - Ao Vivo (2017)
- Legado: O Show (2019)

### Extended plays(EPS)
- Rodriguinho em Família  (2005)
- Samba (2017)
- Legado: Música Pra Brisar (2018)
- Samba Vol 02 (2018)
- 30 Anos, 30 Sucessos: Começo (2019)
- 30 Anos, 30 Sucessos: Meio (2019)
- 30 Anos, 30 Sucessos: Não Tem Fim (2019)
- Blá Blá Blá (2020)

### Participações
Rodriguinho fez uma pequena participação nos álbuns:
- Roda de Samba do Exalta de Exaltasamba
- 25 Anos de Exaltasamba

## Composições
Rodriguinho, junto com Thiaguinho (ex-integrante do Exaltasamba), compôs as músicas:
- "A Amizade É Tudo"
- "Fugidinha"
- "Graça"
- "Leite Condensado"
- "Livre pra Voar"
- "Não Tem Hora e Nem Lugar"
- "Palavras de Amigo"
- "Puxando"
- "Resenha"
- "Valeu"
- "Virei a Mesa"